# Ambrogio Berchet

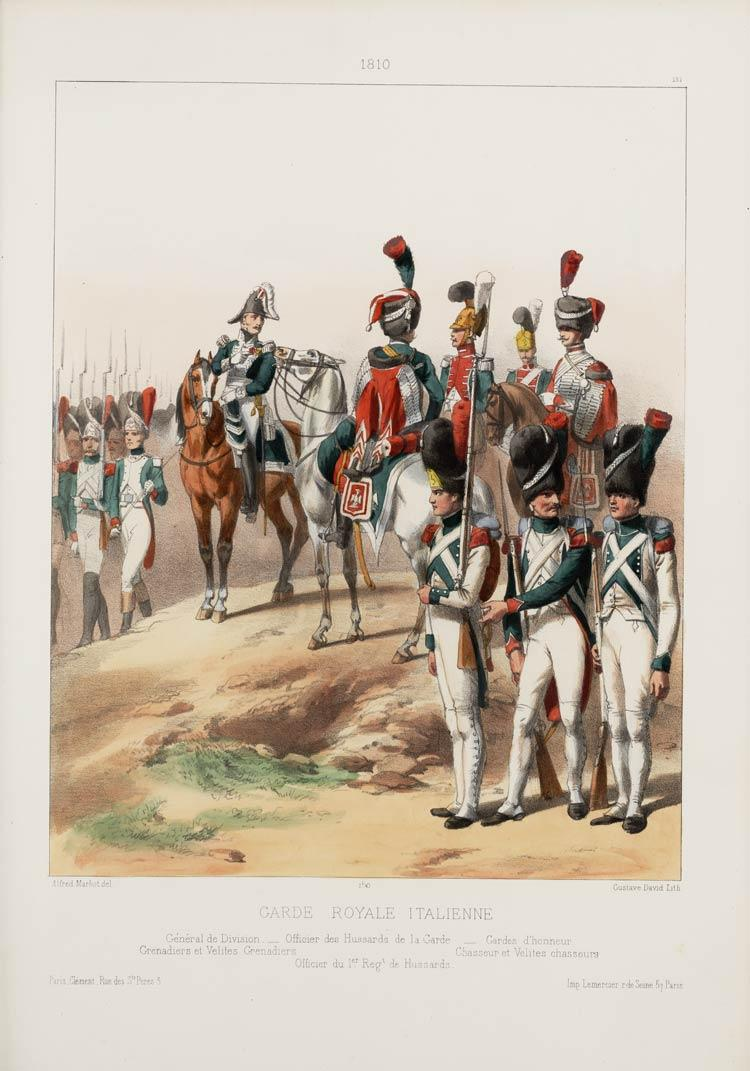
Uniformi della Guardia Reale Italiana.

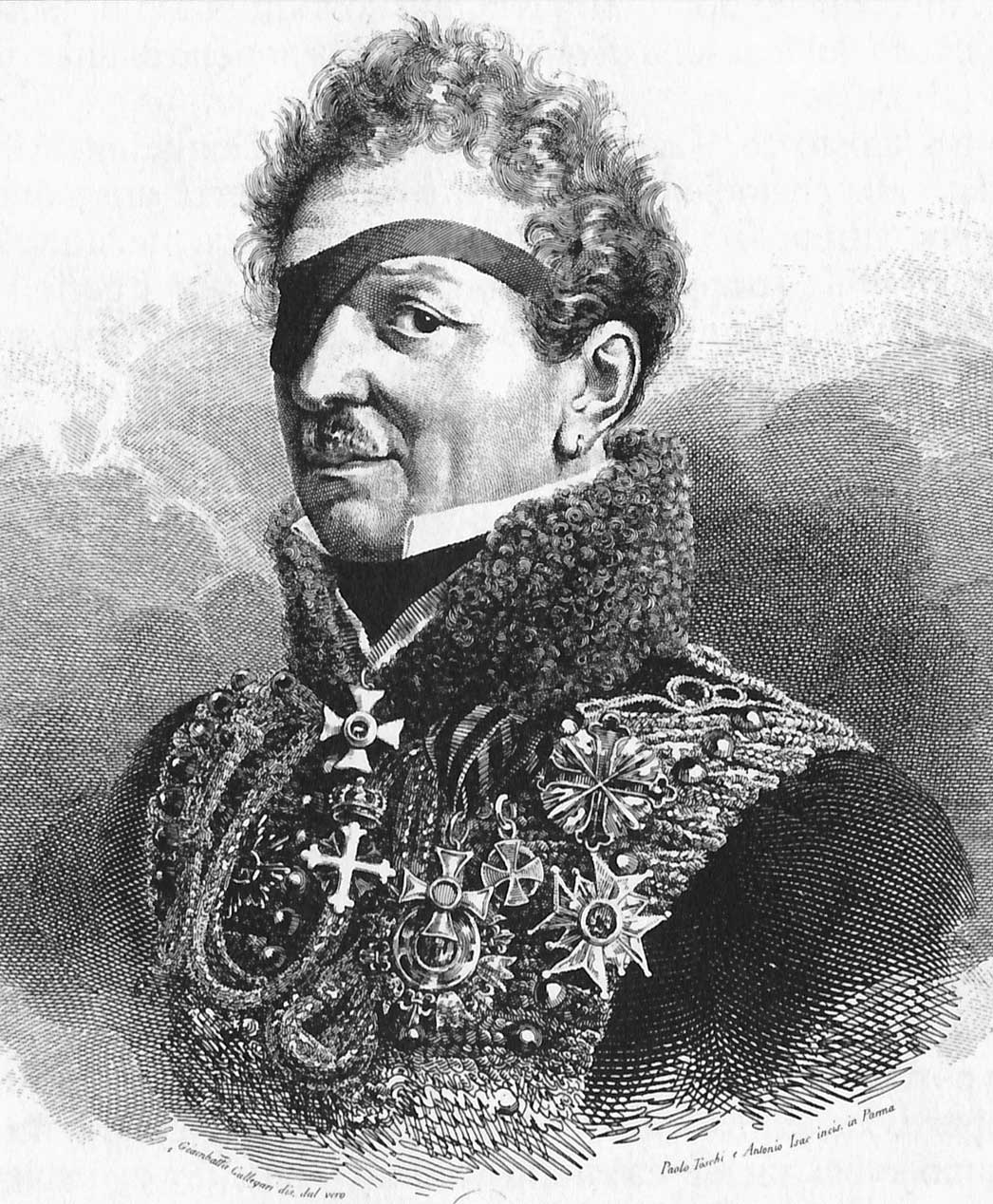
Ritratto del conte Adam Albert von Neipperg in un'incisione del 1820 circa (Museo Glauco Lombardi, Parma).

Ambrogio Berchet (Parma, 7 dicembre 1784 – Torino, 17 settembre 1864) è stato un patriota italiano.

## Biografia
Figlio di Anna Trombara e di Amadio/Amedeo Berchet (medico alla corte dei duchi Ferdinando I di Parma e Maria Amalia d'Asburgo-Lorena), «divenne presto un bravo ginnasta e un eccellente schermitore e cavallerizzo». Nel 1805 si arruolò tra i veliti della Guardia Reale Italiana, con i quali combatté in Dalmazia e in Albania (1806-1808) per reprimere le rivolte di quelle popolazioni, ottenendo il grado di sottotenente nel 1807. Partecipò quindi alla campagna contro gli austriaci della quinta coalizione, rimanendo ferito nella battaglia di Sacile (15 aprile 1809), ma meritandosi la croce di cavaliere della Legion d'onore come il suo comandante, il generale Filippo Severoli, per la battaglia di Raab e l'assedio di Presburgo (giugno 1809). Nominato tenente nel 1810 e capitano nel 1812, entrò nel contingente italiano della Grande Armata partecipando alla campagna di Russia e in particolare alla battaglia di Borodino. Le ultime guerre napoleoniche lo videro nel corpo dei Cacciatori della Guardia: rischiò la vita nella battaglia di Bautzen nel maggio 1813, mentre a settembre, qualche giorno dopo la battaglia di Dresda, rimase ferito alla mano sinistra a Gersdorf e ottenne due volte l'Ordine della Corona ferrea.
Con la Restaurazione, sciolta la Guardia Reale, Berchet fu reintegrato nell'esercito del rinato Ducato di Parma e Piacenza giungendo a svolgere mansioni di capo di stato maggiore nel reggimento intitolato alla nuova duchessa Maria Luigia. Godendo della protezione e dell'amicizia del generale Adam Albert von Neipperg, l'amante della duchessa stessa «e comandante supremo delle soldatesche parmigiane, acquistò in breve grande autorità ed ebbe molti incarichi speciali. Compilò il regolamento per la coscrizione e le pensioni, s'occupò del codice penale, fondò la guardia urbana a cavallo, istituì i pompieri e una scuola reggimentale di mutuo insegnamento militare che fece ottima prova, e per tutte queste cure, sapienti e indefesse, ottenne la croce di cavaliere dell'ordine costantiniano di San Giorgio». A Parma aderì ai moti del 1820-1821 entrando nella società segreta dei Sublimi maestri perfetti e impegnandosi a schierare il proprio reggimento a favore dei rivoltosi e di un'eventuale azione antiaustriaca dell'esercito piemontese. Arrestato nel 1823, fu condannato a dieci anni di carcere ma, grazie all'amnistia del 1825, scelse di andare in esilio, prima a Londra e poi a Brighton, dove insegnò italiano e francese in un collegio femminile.
Scaduti i dieci anni della sua pena, tornò in patria più volte dopo il 1833 (venendo arrestato almeno in un paio di occasioni, a Milano e a Torino) e definitivamente nel 1848, quando i moti della Primavera dei popoli scacciarono da Parma il nuovo duca Carlo II di Borbone. Reintegrato nel grado precedente, organizzò la guardia nazionale del ducato e guidò un reparto parmense a congiungersi con le forze piemontesi del generale Callisto Bertone di Sambuy dirette verso il Quadrilatero austriaco. Dopo la battaglia di Custoza riportò a Torino le truppe rimastegli e, alla ripresa della guerra nel 1849, fu nominato colonnello della legione lombarda, comandata dal generale Gerolamo Ramorino, che venne poi condannato alla fucilazione in seguito alla "disfatta" di Novara. Collocato a riposo (8 aprile 1849) dopo quell'episodio, visse a Torino ricevendo nel 1859 la nomina onoraria a maggiore generale dal governo provvisorio dell'Emilia guidato dal "dittatore" Luigi Carlo Farini e nel 1860 l'incarico di giudice supplente nel Supremo tribunale di guerra. Ritiratosi a vita privata nel 1862, morì due anni dopo.
A lui è stata intitolata una via privata a Novara.